# José Joaquín Fanjul
José Joaquín Fanjul (Gijón, 18 de diciembre de 1933 - Gijón, 7 de diciembre de 2008) fue un fotógrafo español.

## Biografía
Nació el 18 de diciembre de 1933 en Gijón del matrimonio de Joaquín Fanjul Cima y Visitación Muñiz, en la manzana del Guaniquei (esquina Hermanos Felgueroso y Calvo Sotelo ahora Manuel Llaneza) y padre de cinco hijos (Joaquín, Marco, Alejandro y Laura fruto de su matrimonio con Maria Cruz García Morán y Álvaro de su segundo matrimonio con María Jesús Herrero 'Maruja’). La muerte de su padre le llevó a hacerse cargo de la dirección de la empresa familiar, Talleres Fanjul (Fabricación de sus propias Prensas Hidráulicas Industriales FANJUL) cuando aún no había terminado sus estudios en la Escuela de Peritos. Años más tarde la firma quebró y el gijonés buscó nuevos horizontes en las Islas Canarias donde ejerció diferentes trabajos. Allí vivió unos años y posteriormente se trasladó a Madrid con nuevos proyectos, pero volvió de nuevo a su Gijón. 
En 1954 tuvo su primera máquina fotográfica, poco después se hizo con una ampliadora y comenzó su formación de manera autodidacta. La fotografía se convierte en su profesión a partir de 1974.
Era, en su juventud, un gijonés de su tiempo, de las tertulias en la cafetería Montana, en Casa Rato… en la calle Corrida, en las que participaba como miembro activo. Gijón no sólo era la ciudad que generaba parte de sus imágenes sino el nexo que le unía a muchos amigos entrañables con quienes compartió juventud y madurez, como Ladislao de Arriba, José María Navascués, Arturo Fernández, entre otros. Fanjul se reía al decir que «Gijón es un pueblo de chiflados, yo el primero. Un manicomio con playa». En su archivo de amistades también incluía a Alejandro Casona, Severo Ochoa, Grande Covián, Piñole, Marola, Adolfo Bartolomé...
Eterno paseante de su Gijón, el Muro, sus olas, sus arenas fueron protagonistas  de su cámara entre el Rinconín y la Pescadería, Cimadevilla y sus tipismos llamaron a las puertas de sus negativos, en invierno, hacía lo propio por la calle Corrida entre El Muelle y la esquina del cine Cristina (hasta El Robledo no se llegaba nunca porque se consideraba 'territorio comanche', recuerdan aún sus protagonistas), quedaron muchos más testimonios gráficos. El 'todo Gijón' pasaba, por entonces, por aquellos canales de paseo.

## Obra
La primera muestra de su arte tuvo lugar en el Ateneo Jovellanos en 1956. A partir de ese momento, y sin descanso, expone en varios salas de Asturias, Galicia, Madrid, Niort , Nueva York o Washington. Además, algunos de sus paisajes o fotos abstractas están en colecciones privadas del Reino Unido, Estados Unidos, Grecia, Suiza, Alemania, Argentina, Bolivia, Venezuela y México.
1956 Primera exposición individual en el Ateneo Jovellanos. Gijón.
1959 Exposición individual en la Caja de Ahorros de Asturias.Oviedo.
1962 Exposición individual en el Ateneo Jovellanos. Gijón.
1972 Biografía de Alejandro Casona por Juan José Plans. Obra gráfica de Fanjul.
1974 Exposición individual en el Instituto Jovellanos. Gijón.
1976 Exposición individual en la Sala Ceibe. La Coruña.
1980 Para colecciones particulares se envía obra a: Londres, EE.UU., Grecia, Suiza, Alemania, Argentina, Bolivia, Venezuela y México.
1981 Exposición individual en la Caja de Ahorros de Madrid (Palacio Tiepolo).
1982 El Banco de Crédito Industrial edita dos ediciones numeradas sobre la obra de Galdós, las ilustraciones son de Fanjul.
1985 Exposición individual en la Sala Altamira. Gijón.
1986 Publica su primer libro Asturias entre la mar y la tierra. Texto de Yázquez Azpiri.
1987 Exposición individual en la Sala Cervantes. Nueva York.
1988 Exposición individual en la Sala Picasso. Nueva York.
```
         Expone en el Pabellón Niort. Francia.
```

```
         Colabora en las portadas de las obras de Alfonso Camín, Juan Antonio Cabezas,
         Gonzalo Suárez, Manuel Pinares, Femando Morán, Severo Ochoa, Francisco Grande
         Cobián, Carmen Ruiz, Mases, José García Nieto, Dolores Medio y Francisco Carantoña,
         editadas por la Caja de Ahorros de Asturias.
```

```
         Exposición individual en el Museo de Arte de la Organización de Estados Americanos
         (OEA). Washington D. F. (EE. UU.).
```

```
         Obra gráfica propia para las biografías de Severo Ochoa, Francisco Grande Cobián
         y Orlando Pelayo.
```

1995 Publica su segundo libro para Duro Felguera, Asturias, luces y contornos.
```
        Colabora ampliamente en el Libro de la sidra.
```

1997 Publica su tercer libro para Duro Felguera, Verdes, con prólogo de Evaristo Arce.
1998 Entre numerosos encargos industriales y arquitectónicos, destaca el seguimiento
```
        durante cinco años de toda la estructura técnico-mecánica del Teatro Real de Madrid,
        del Metro de Bilbao, el Palacio Euskalduna (Bilbao) para Thyssen Krupp.
```

2003 El Principado de Asturias expone en Arco una fotografía de grandes dimensiones
```
        (tema Universidad Laboral) y edita varios pósteres con motivos asturianos distribuidos
         por varios países.
```

```
         La empresa Thyssen Krupp edita Alemanes en Asturias con amplia obra gráfica de Fanjul.
```

2003 Publica su cuarto libro La piel de Asturias para Duro Felguera.
2005 Publica su quinto libro para Duro Felguera, El color del tiempo.
2005 Publica su sexto libro para Duro Felguera, Contracorriente. Ríos salmoneras asturianos.
2006 Publica su séptimo libro para la Autoridad Portuaria de Gijón, Puerto de Gijón. Una ventana al mar.

## Publicaciones
Su primer libro, con texto de Vázquez Azpiri, salió a la calle en 1985 bajo el título «Asturias, entre la tierra y el mar». A esta obra seguirían «Asturias, luces y contornos», «Verdes», «La piel de Asturias», «El color del tiempo», «Contracorriente» y «Una ventana al mar». Sus fotos también se pueden ver en obras tan dispares como «El libro de la sidra» o «Alemanes en Asturias». Y su relación con importantes firmas empresariales de nivel nacional le lleva a plasmar con su cámara el proceso de construcción del Teatro Real de Madrid, el metro de Bilbao y el palacio Euskalduna.